# Fázisátalakulás
A fázisátalakulás a természetben gyakran lejátszódó folyamat. Jellemző vonása az, hogy a kiindulásnak tekintett anyagnak számos fizikai tulajdonsága megváltozik a fázisátalakulás során. Számos fázisátalakulást használnak föl a mérnöki gyakorlatban a különféle gépi folyamatokban. A legismertebb fázisátalakulás a víz fagyása, vagy a jég olvadása, a víz elpárolgása, vagy a gőz lecsapódása.

## A fizikában
A termodinamika területén a fázisátalakulás egy termodinamikai rendszer átalakulása egyik fázisból a másikba. A fázisátalakulás alatt a rendszer fizikai tulajdonságai hirtelen megváltozhatnak. Például a két fázis térfogata jelentősen eltérhet egymástól (ilyen következik be a víz megfagyásakor, amikor a víz térfogata megnő a jég állapotba alakulva). 
A fázisátalakulás kifejezést leggyakrabban a szilárd, a folyadék és a gáz állapot, átalakulásainál használjuk, ritkábban a plazma állapot esetében. 

## Fázisátalakulások típusai
- Fázisátalakulás egyetlen anyagkomponensnek a szilárd, a folyadék és a gáz fázisai között a hőmérséklet és/vagy a nyomás változásának a hatására:

- Az eutektikus átalakulás, melyben egy két komponensű egyetlen, folyadék fázis hűl le és alakul át két szilárd fázissá. Ugyanez végbemehet szilárd kezdőfázis esetén is. Ezt eutektoid transzformációnak nevezik.
- A peritektikus fázisátalakulás, melyben egy két komponensű egyetlen fázisú szilárd anyag, fölmelegítés hatására átalakul egy szilárd és egy folyadék fázissá.
- A spinodiális dekompozíció, melyben egyetlen fázisú anyagot hűtenek le, amely a lehűlés során szétválik ugyanennek az anyagnak két, különböző összetételű fázisává.
- A ferromágneses és a paramágneses fázisok közötti átalakulás  a mágneses anyagokban, a Curie-hőmérsékleten.
- A martenzites átalakulás, amely az acélok edzésekor következik be.
- Változások a kristálytani szerkezetben, például a vas ferrites és az ausztenites szerkezete között.
- A rendezett- rendezetlen szerkezet átalakulása, mint például az alfa-titán-alumínium fémötvözetek esetén.
- A szupravezetés kialakulása bizonyos fémekben, a kritikus hőmérséklet alá hűtéskor.
- Átalakulás az ásványok allotrop módosulatai között. Például egy anyag amorf és kristályszerkezetű változata között.

Ide sorolható még az a szimmetriasértő átalakulás is, ami az anyagfejlődés-történet korai szakaszában játszódott le.

## Külső hivatkozások
- Fázisátalakulások